# Orimonte
Orimonte es una ópera en tres actos y un prólogo con música del compositor italiano Francesco Cavalli con un libreto de Niccolò Minato. Se estrenó en el Teatro San Cassiano, Venecia el 23 de febrero de 1650. 